# Masashi Ōguro
Masashi Ōguro (大黒 将志, Ōguro Masashi), né le 4 mai 1980 à Toyonaka, est un footballeur international japonais évoluant au poste d'attaquant. 

## Biographie

### En club
Masashi Ōguro évolue au Japon, en France, en Italie et en Chine.
En 2004, il inscrit 20 buts en première division japonaise avec le club du Gamba Osaka, ce qui constitue sa meilleure performance au sein de l'élite japonaise.
Il brille également en deuxième division japonaise, inscrivant 21 buts en 2009 et 26 buts en 2014. Il se classe meilleur buteur du championnat en 2014.

### En équipe nationale
Masashi Ōguro reçoit 22 sélections en équipe du Japon entre 2005 et 2008, inscrivant quatre buts. Toutefois, certaines sources font état de cinq buts avec le Japon au lieu de quatre.
Il joue son premier match en équipe nationale le 29 janvier 2005, en amical face au Kazakhstan (victoire 4-0). Il inscrit son premier but quelques jours plus tard, le 9 février 2005, contre la Corée du Nord, lors des éliminatoires du mondial 2006 (victoire 2-1). Il marque son deuxième but en juin 2005, face à cette même équipe et lors de ces mêmes éliminatoires (victoire 0-2).
En juin 2005, il participe à la Coupe des confédérations organisée en Allemagne. Lors de cette compétition, il inscrit deux buts, contre la Grèce (victoire 1-0) et le Brésil (match nul 2-2).
Par la suite, en juin 2006, il dispute la Coupe du monde qui se déroule sur le sol allemand. Lors du mondial, il joue trois matchs, contre l'Australie, la Croatie, et le Brésil (bilan : un nul et deux défaites). Le Japon ne passe pas le 1er tour du mondial.
Il reçoit sa dernière sélection le 20 août 2008, en amical contre l'Uruguay (défaite 1-3).

## Palmarès
- Champion du Japon en 2005 avec le Gamba Osaka